# Eriopyga duruscula
Eriopyga duruscula là một loài bướm đêm trong họ Noctuidae.